# サッカーベネズエラ代表
サッカーベネズエラ代表（サッカーベネズエラだいひょう、西: Selección nacional de fútbol de Venezuela）は、ベネズエラサッカー連盟（FVF）によって構成される、ベネズエラのサッカーのナショナルチームである。

## 概要
ベネズエラは南米サッカー連盟（CONMEBOL）所属の10か国の中で、唯一FIFAワールドカップ本大会への出場経験がなく南米最弱の地位に甘んじてきた。しかし、コパ・アメリカ2007で初の開催国となり、それに伴って強化が進められた結果、本大会ではベスト8まで進出した。
2010年南アフリカW杯の南米予選では、大陸間プレーオフに進出したウルグアイに勝ち点差2と、W杯初出場の目前まで迫った。翌年のコパ・アメリカ2011では初のベスト4に進出している。
さらに2016年のコパ・アメリカ・センテナリオや、コパ・アメリカ2019でも決勝トーナメントに進出した。なお、コパ・アメリカにおいてはエクアドルと共に優勝を果たせていない。
2020年以降は政治の介入など煽りを受けて明確な代表強化を打ち出せない状態が続いており、コパ・アメリカ2021ではグループリーグ敗退となり、2022 FIFAワールドカップ・南米予選では予選最下位で敗退している。

## 愛称とチームカラー
ベネズエラ代表は時に『La Vinotinto』と呼ばれる。隣国のアルゼンチン代表が『アルビセレステス』、ブラジル代表は『カナリーニョ』とナショナルカラーを起源とするのに対し、ベネズエラ代表の『Vinotinto ( = vino tinto)』とはスペイン語で赤ワインを意味する。これは、およそ200年前のベネズエラ独立戦争において、ベネズエラ軍とベネズエラ国家警備隊が軍服に赤ワイン色を用いていたことに由来している。ベネズエラの英雄であり現在では州の名前にもなっている将校ホセ・アントニオ・アンソアテギという人物が、当時バーガンディの軍服を着た自国の部隊を『vino tinto』と名付けたからだ。

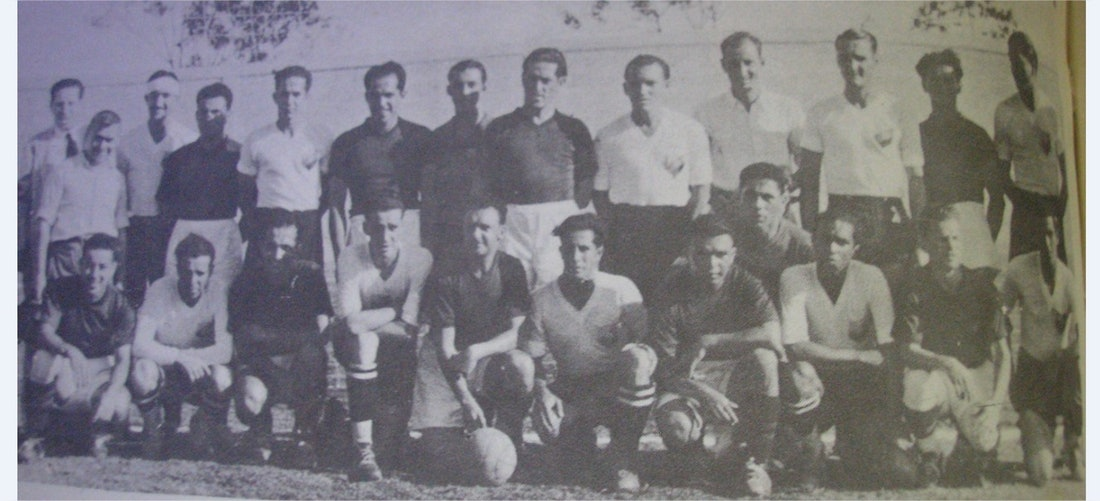
1938年のベネズエラ代表

それからしばらく経ち、1938年にパナマで開催された中央アメリカ・カリブ海競技大会に参加する際、国際試合未経験のベネズエラの選手たちは大会に出場するためのユニフォームを持っていなかったので、国家警備隊は代表チームがプレーできるようにスポーツウェアを貸すと申し出た。この時に貸し出されたウェアが赤ワイン色の軍服を基にしたものであったので、現在までベネズエラ代表のユニフォームは赤ワイン色をベースにし、愛称も『La Vinotinto』と呼ばれるようになった。
なお、ユニフォームの色や愛称が政治的であると一部指摘されたが、国際オリンピック委員会はベネズエラ国旗の黄色、青、赤を混ぜたものとして使用を許可した。

## ホームスタジアム
ベネズエラ代表は、3つのスタジアムをホームスタジアムとしている。
- エスタディオ・ポリデポルティーヴォ・デ・プエブロ・ヌエボ（英語版）
  - サン・クリストバル 収容人数：38,755人
- エスタディオ・ホセ・アントニオ・アンソアテギ（英語版）
  - バルセロナ 収容人数：37,485人
- エスタディオ・カチャマイ（英語版）
  - シウダーグアヤナ 収容人数：41,600人

## 成績

### FIFAワールドカップ
| 開催年 | 結果     | 試合     | 勝利     | 引分     | 敗戦     | 得点     | 失点     |          |
| ------ | -------- | -------- | -------- | -------- | -------- | -------- | -------- | -------- |
| 1930   | 不参加   | 不参加   | 不参加   | 不参加   | 不参加   | 不参加   | 不参加   |          |
| 1934   | 不参加   | 不参加   | 不参加   | 不参加   | 不参加   | 不参加   | 不参加   |          |
| 1938   | 不参加   | 不参加   | 不参加   | 不参加   | 不参加   | 不参加   | 不参加   |          |
| 1950   | 不参加   | 不参加   | 不参加   | 不参加   | 不参加   | 不参加   | 不参加   |          |
| 1954   | 不参加   | 不参加   | 不参加   | 不参加   | 不参加   | 不参加   | 不参加   |          |
| 1958   | 棄権     | 棄権     | 棄権     | 棄権     | 棄権     | 棄権     | 棄権     |          |
| 1962   | 不参加   | 不参加   | 不参加   | 不参加   | 不参加   | 不参加   | 不参加   |          |
| 1966   | 予選敗退 | 予選敗退 | 予選敗退 | 予選敗退 | 予選敗退 | 予選敗退 | 予選敗退 |          |
| 1970   | 予選敗退 | 予選敗退 | 予選敗退 | 予選敗退 | 予選敗退 | 予選敗退 | 予選敗退 |          |
| 1974   | 棄権     | 棄権     | 棄権     | 棄権     | 棄権     | 棄権     | 棄権     |          |
| 1978   | 予選敗退 | 予選敗退 | 予選敗退 | 予選敗退 | 予選敗退 | 予選敗退 | 予選敗退 | 予選敗退 |
| 1982   | 予選敗退 | 予選敗退 | 予選敗退 | 予選敗退 | 予選敗退 | 予選敗退 | 予選敗退 | 予選敗退 |
| 1986   | 予選敗退 | 予選敗退 | 予選敗退 | 予選敗退 | 予選敗退 | 予選敗退 | 予選敗退 | 予選敗退 |
| 1990   | 予選敗退 | 予選敗退 | 予選敗退 | 予選敗退 | 予選敗退 | 予選敗退 | 予選敗退 | 予選敗退 |
| 1994   | 予選敗退 | 予選敗退 | 予選敗退 | 予選敗退 | 予選敗退 | 予選敗退 | 予選敗退 | 予選敗退 |
| 1998   | 予選敗退 | 予選敗退 | 予選敗退 | 予選敗退 | 予選敗退 | 予選敗退 | 予選敗退 | 予選敗退 |
| 2002   | 予選敗退 | 予選敗退 | 予選敗退 | 予選敗退 | 予選敗退 | 予選敗退 | 予選敗退 | 予選敗退 |
| 2006   | 予選敗退 | 予選敗退 | 予選敗退 | 予選敗退 | 予選敗退 | 予選敗退 | 予選敗退 | 予選敗退 |
| 2010   | 予選敗退 | 予選敗退 | 予選敗退 | 予選敗退 | 予選敗退 | 予選敗退 | 予選敗退 | 予選敗退 |
| 2014   | 予選敗退 | 予選敗退 | 予選敗退 | 予選敗退 | 予選敗退 | 予選敗退 | 予選敗退 | 予選敗退 |
| 2018   | 予選敗退 | 予選敗退 | 予選敗退 | 予選敗退 | 予選敗退 | 予選敗退 | 予選敗退 | 予選敗退 |
| 2022   | 予選敗退 | 予選敗退 | 予選敗退 | 予選敗退 | 予選敗退 | 予選敗退 | 予選敗退 | 予選敗退 |
| 合計   | 0/22     | 0        | 0        | 0        | 0        | 0        | 0        |          |

### コパ・アメリカ
- 1916 - 不参加
- 1917 - 不参加
- 1919 - 不参加
- 1920 - 不参加
- 1921 - 不参加
- 1922 - 不参加
- 1923 - 不参加
- 1924 - 不参加
- 1925 - 不参加
- 1926 - 不参加
- 1927 - 不参加
- 1929 - 不参加
- 1935 - 不参加
- 1937 - 不参加
- 1939 - 不参加
- 1941 - 不参加
- 1942 - 不参加
- 1945 - 不参加
- 1946 - 不参加
- 1947 - 不参加
- 1949 - 不参加
- 1953 - 不参加

- 1955 - 不参加
- 1956 - 不参加
- 1957 - 不参加
- 1959 - 不参加
- 1959 - 不参加
- 1963 - 不参加
- 1967 - 5位
- 1975 - グループリーグ敗退
- 1979 - グループリーグ敗退
- 1983 - グループリーグ敗退
- 1987 - グループリーグ敗退
- 1989 - グループリーグ敗退
- 1991 - グループリーグ敗退
- 1993 - グループリーグ敗退
- 1995 - グループリーグ敗退
- 1997 - グループリーグ敗退
- 1999 - グループリーグ敗退
- 2001 - グループリーグ敗退
- 2004 - グループリーグ敗退
- 2007 - ベスト8
- 2011 - 4位
- 2015 - グループリーグ敗退
- 2016 - ベスト8
- 2019 - ベスト8
- 2021 - グループリーグ敗退
- 2024 - ベスト8

## 歴代記録
2023年6月18日現在

### 出場数ランキング

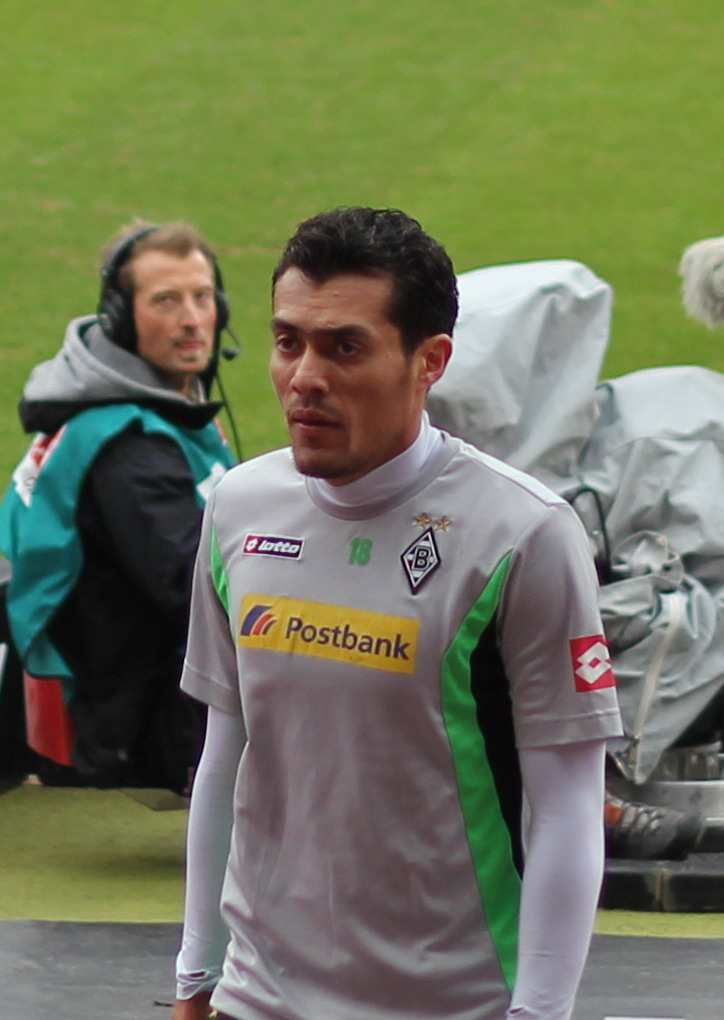
最多出場者であるフアン・アランゴ

| 順位 | 選手                       | 出場 | 得点 | 期間      |
| ---- | -------------------------- | ---- | ---- | --------- |
| 1    | フアン・アランゴ           | 127  | 23   | 1999-2015 |
| 2    | トマス・リンコン           | 126  | 1    | 2008-     |
| 3    | ホセ・マヌエル・レイ       | 110  | 10   | 1997-2011 |
| 4    | サロモン・ロンドン         | 96   | 39   | 2008-     |
| 5    | ロベルト・ロサレス         | 94   | 1    | 2007-     |
| 6    | ホルヘ・アルベルト・ロハス | 87   | 3    | 1999-2009 |
| 7    | ミゲル・メア・ヴィタリ     | 84   | 1    | 1999-2012 |
| 8    | オスワルド・ビスカロンド   | 80   | 7    | 2004-2016 |
| 9    | ルイス・バジェニージャ     | 76   | 0    | 1996-2007 |
| 10   | ガブリエル・ウルダネタ     | 74   | 9    | 1996-2005 |

### 得点数ランキング

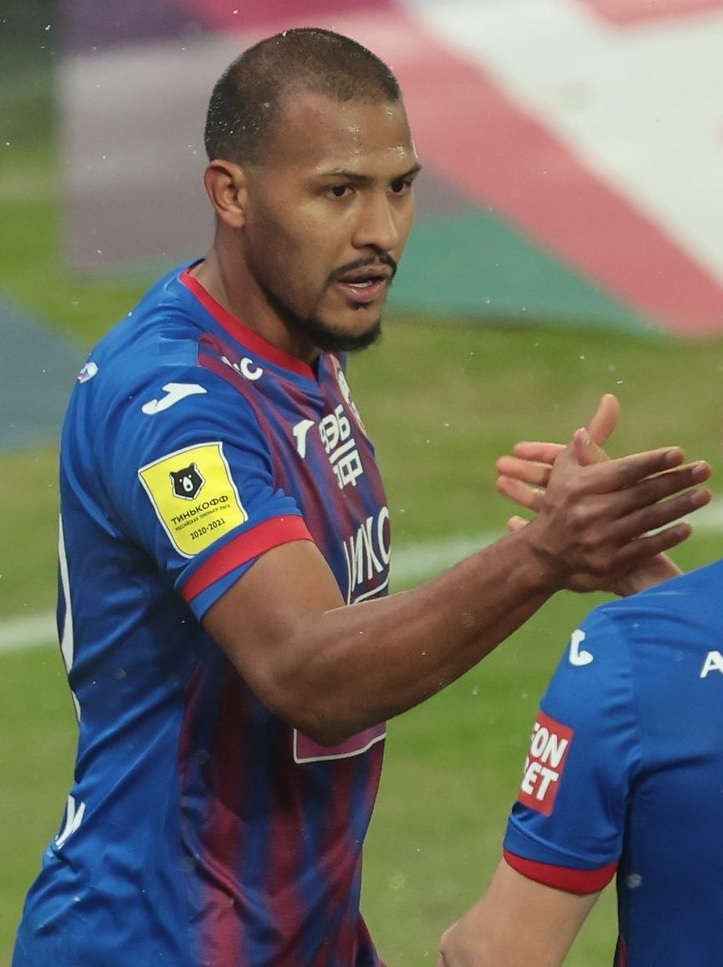
最多得点者であるサロモン・ロンドン

| 順位 | 選手                       | 得点 | 出場 | 期間      |
| ---- | -------------------------- | ---- | ---- | --------- |
| 1    | サロモン・ロンドン         | 39   | 96   | 2008-     |
| 2    | フアン・アランゴ           | 23   | 127  | 1999-2015 |
| 3    | ジャンカルロ・マルドナード | 22   | 65   | 2003-2011 |
| 4    | ルベルス・モラン           | 16   | 63   | 1996-2007 |
| 5    | ホセフ・マルティネス       | 14   | 63   | 2011-     |
| 6    | ミクー                     | 11   | 51   | 2006-2015 |
| 7    | ホセ・マヌエル・レイ       | 10   | 110  | 1997-2011 |
| 7    | ダニエル・アリスメンディ   | 10   | 30   | 2006-2011 |
| 9    | ダルウィン・マチス         | 9    | 38   | 2011-     |
| 9    | ガブリエル・ウルダネタ     | 9    | 77   | 1996-2005 |

## 歴代選手

### GK
- ヒルベルト・アンヘルッチ
- ラファエル・ドゥダメル
- ハビエル・トジョ
- ダニ・エルナンデス
- レニー・ベガ
- ラファエル・ロモ
- ウイルケル・ファリニェス

### DF
- ルイス・バジェニージャ
- ホセ・マヌエル・レイ
- アレハンドロ・チチェロ
- ガブリエル・チチェロ
- アンドレス・トゥニェス
- オスワルド・ビスカロンド
- ロベルト・ロサレス
- アレクサンデル・ダビド・ゴンサレス
- フェルナンド・アモレビエタ
- ロルフ・フェルチャー
- ウィルケル・アンヘル
- ホセ・マヌエル・ベラスケス
- ミケル・ビジャヌエバ
- ジョン・チャンセジョール
- ジョルダン・オソリオ
- ルイス・マゴ
- ロナルド・エルナンデス

### MF
- セサル・エドゥアルド・ゴンサレス
- フアン・アランゴ
- アレハンドロ・ゲラ
- ミゲル・メア・ヴィタリ
- リカルド・パエス・ゴメス
- レオポルド・ヒメネス
- ホルヘ・アルベルト・ロハス
- ガブリエル・ウルダネタ
- ロナルド・バルガス
- トマス・リンコン
- ジョナタン・デル・バジェ
- ヨハンドリ・オロスコ
- フランシスコ・フローレス
- ロムロ・オテーロ
- アルキメデス・フィゲラ
- フアン・パブロ・アニョル
- ジョン・ムリージョ
- ヤンヘル・エレーラ
- ジェフェルソン・ソテルド
- セルヒオ・コルドバ
- フニオール・モレノ
- ジェフェルソン・サバリーノ
- クリスティアン・カセレス・ジュニア

### FW
- ジオバンニ・サバレーゼ
- ルベルス・モラン
- ホセ・サロモン・ロンドン
- ニコラス・フェドール
- ホセフ・マルティネス
- ダルウィン・マチス
- ジェフレン・スアレス
- クリスティアン・サントス
- アダルベルト・ペニャランダ